# 草桥镇
草桥镇，是中华人民共和国江苏省徐州市新沂市下辖的一个乡镇级行政单位。

## 行政区划
草桥镇下辖以下地区：
华沂村、草桥村、坝头村、纪集村、房场村、陈圩村、曹场村、古墩村、高场村、王帆村、牛滩村、堰头村、双庄村、林庄村、苗圩村和卢圩村。